# Баграмян (район Армавіра)
Баграмян (вірм. Բաղրամյան) — село в марзі Армавір, на заході Вірменії. Село розташоване на захід від міста Армавір та за 3 км від села Аракс. Село отримало свою назву на честь Маршала Радянського Союзу Ованеса Хачатуровича Баграмяна.